# (35374) 1997 VK
1997 VK (asteroide 35374) é um asteroide da cintura principal. Possui uma excentricidade de 0.10548230 e uma inclinação de 5.36440º.
Este asteroide foi descoberto no dia 1 de novembro de 1997 por Paul G. Comba em Prescott.